# Calvin Marlin
Calvin Donovan Marlin (Port Elizabeth, 20 aprile 1976) è un allenatore di calcio ed ex calciatore sudafricano, di ruolo portiere, tecnico dell'Ajax Cape Town.

## Carriera

### Giocatore

#### Club
Fino al 1998 ha giocato al Seven Stars. Nel 1998 è passato al Cape Town Spurs. Nel 1999 è stato acquistato dall'Ajax Cape Town. Nel 2003 è passato al SuperSport Utd. Nel 2006 si è trasferito al M. Sundowns. Ha concluso la propria carriera nel 2015, dopo aver militato per due stagione al Mpumalanga Black Aces.

#### Nazionale
Ha debuttato in Nazionale il 20 marzo 2002, nell'amichevole Arabia Saudita-Sudafrica (1-0), subentrando a Emile Baron al minuto 84. Ha partecipato, con la Nazionale, al Campionato mondiale di calcio 2002, alla CONCACAF Gold Cup 2005 e alla Coppa d'Africa 2006. Ha collezionato in totale, con la maglia della Nazionale, 16 presenze e 15 reti subite.

### Allenatore
Ha cominciato la propria carriera da allenatore nel marzo 2015, come preparatore dei portieri del Mpumalanga Black Aces. Il 27 dicembre 2017 diventa vice allenatore dell'Ajax Cape Town. Il 12 novembre 2018 viene nominato allenatore ad interim della prima squadra, in sostituzione di Muhsin Ertugral. Il successivo 28 novembre torna ad essere vice allenatore. Il 1º febbraio 2020 l'Ajax Cape Town lo nomina tecnico della prima squadra.

## Statistiche

### Cronologia presenze e reti in Nazionale
| Cronologia completa delle presenze e delle reti in nazionale ― Sudafrica | Cronologia completa delle presenze e delle reti in nazionale ― Sudafrica | Cronologia completa delle presenze e delle reti in nazionale ― Sudafrica | Cronologia completa delle presenze e delle reti in nazionale ― Sudafrica | Cronologia completa delle presenze e delle reti in nazionale ― Sudafrica | Cronologia completa delle presenze e delle reti in nazionale ― Sudafrica | Cronologia completa delle presenze e delle reti in nazionale ― Sudafrica | Cronologia completa delle presenze e delle reti in nazionale ― Sudafrica |
| Data                                                                     | Città                                                                    | In casa                                                                  | Risultato                                                                | Ospiti                                                                   | Competizione                                                             | Reti                                                                     | Note                                                                     |
| ------------------------------------------------------------------------ | ------------------------------------------------------------------------ | ------------------------------------------------------------------------ | ------------------------------------------------------------------------ | ------------------------------------------------------------------------ | ------------------------------------------------------------------------ | ------------------------------------------------------------------------ | ------------------------------------------------------------------------ |
| 20-3-2002                                                                | Johannesburg                                                             | Arabia Saudita                                                           | 1 – 0                                                                    | Sudafrica                                                                | Amichevole                                                               | -                                                                        | 84’                                                                      |
| 30-3-2002                                                                | Johannesburg                                                             | Botswana                                                                 | 0 – 0 (4 – 5 dtr)                                                        | Sudafrica                                                                | Coppa COSAFA 2002                                                        | -                                                                        |                                                                          |
| 9-2-2005                                                                 | Durban                                                                   | Sudafrica                                                                | 1 – 1                                                                    | Australia                                                                | Amichevole                                                               | -1                                                                       |                                                                          |
| 18-6-2005                                                                | Johannesburg                                                             | Sudafrica                                                                | 0 – 2                                                                    | Ghana                                                                    | Qual. Mondiali 2006                                                      | -2                                                                       |                                                                          |
| 8-7-2005                                                                 | Carson City                                                              | Sudafrica                                                                | 2 – 1                                                                    | Messico                                                                  | Gold Cup 2005 - 1º turno                                                 | -1                                                                       |                                                                          |
| 13-7-2005                                                                | Houston                                                                  | Guatemala                                                                | 1 – 1                                                                    | Sudafrica                                                                | Gold Cup 2005 - 1º turno                                                 | -1                                                                       |                                                                          |
| 17-7-2005                                                                | Houston                                                                  | Sudafrica                                                                | 1 – 1 dts (3 – 5 dtr)                                                    | Panama                                                                   | Gold Cup 2005 - Quarti di finale                                         | -1                                                                       |                                                                          |
| 14-1-2006                                                                | Il Cairo                                                                 | Egitto                                                                   | 1 – 2                                                                    | Sudafrica                                                                | Amichevole                                                               | -1                                                                       |                                                                          |
| 22-1-2006                                                                | Alessandria d'Egitto                                                     | Sudafrica                                                                | 0 – 2                                                                    | Guinea                                                                   | Coppa d'Africa 2006 - 1º turno                                           | -2                                                                       |                                                                          |
| 26-1-2006                                                                | Alessandria d'Egitto                                                     | Sudafrica                                                                | 0 – 2                                                                    | Tunisia                                                                  | Coppa d'Africa 2006 - 1º turno                                           | -2                                                                       |                                                                          |
| 30-1-2006                                                                | Alessandria d'Egitto                                                     | Zambia                                                                   | 1 – 0                                                                    | Sudafrica                                                                | Coppa d'Africa 2006 - 1º turno                                           | -1                                                                       |                                                                          |
| 10-5-2006                                                                | Maseru                                                                   | Lesotho                                                                  | 0 – 0                                                                    | Sudafrica                                                                | Amichevole                                                               | -                                                                        |                                                                          |
| 20-5-2006                                                                | Gaborone                                                                 | eSwatini                                                                 | 0 – 1                                                                    | Sudafrica                                                                | Coppa COSAFA 2006                                                        | -                                                                        |                                                                          |
| 21-5-2006                                                                | Gaborone                                                                 | Botswana                                                                 | 0 – 0 (6 – 5 dtr)                                                        | Sudafrica                                                                | Coppa COSAFA 2006                                                        | -                                                                        |                                                                          |
| 12-9-2007                                                                | Johannesburg                                                             | Sudafrica                                                                | 0 – 0                                                                    | Uruguay                                                                  | Amichevole                                                               | -                                                                        | 46’                                                                      |
| 11-2-2009                                                                | Polokwane                                                                | Sudafrica                                                                | 0 – 2                                                                    | Cile                                                                     | Amichevole                                                               | -2                                                                       |                                                                          |
| Totale                                                                   |                                                                          | Presenze                                                                 | 16                                                                       |                                                                          | Reti                                                                     | -14                                                                      |                                                                          |